# Esquerda Independente (França)
O termo “Esquerda Independente” faz referência a dois grupos parlamentares franceses de tendência radical e liberal atuantes entre 1925 e 1936, durante a Terceira República Francesa.

## Histórico
Após o fim do apoio total da “Seção Francesa da Internacional Operária (SFIO)” aos governos formados pelo “Cartel das Esquerdas” no final de 1925, o restante do Cartel voltou-se para a centro-direita para continuar governando.
Diante da perda de influência da SFIO na política governamental, membros de grupos centristas decidiram apoiá-la, formando um novo grupo em 6 de novembro de 1925, intitulado “Grupo de Esquerda Independente”. Este primeiro grupo representou a ala direita de sucessivos governos franceses de centro-esquerda.
Após as eleições legislativas francesas de 1932, a Esquerda Independente se dividiu: à esquerda, havia aqueles que defendiam um grupo "fechado", ou seja, aberto apenas a parlamentares eleitos com base em uma plataforma de esquerda, com certa unidade de voto. A direita queria manter o grupo aberto a "todos os republicanos seculares e sociais" e preservar a total liberdade de voto para seus membros. Este último venceu a reunião de junho de 1932 e manteve o nome original do grupo.
O grupo foi reconstituído em 1936, mas, como a maioria de seus membros foi derrotada, apenas quatro titulares permaneceram nele, incorporando-se à “Frente Popular" daquele ano.